# Complejo Tres Centurias

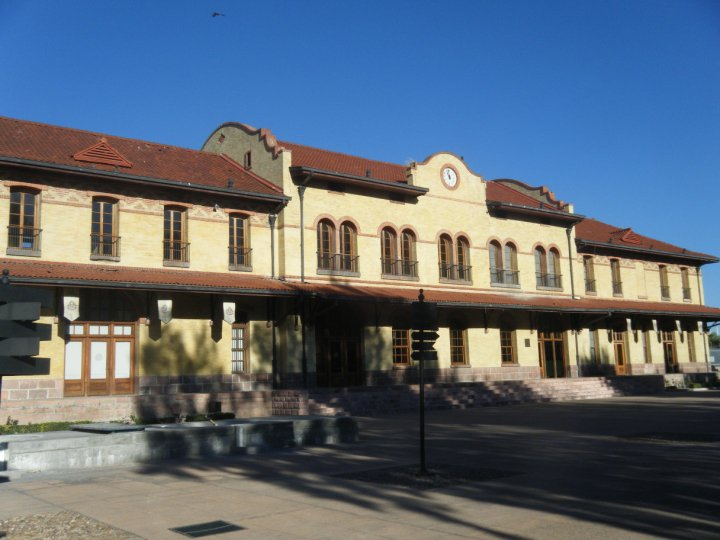
Plaza de las Tres Centurias

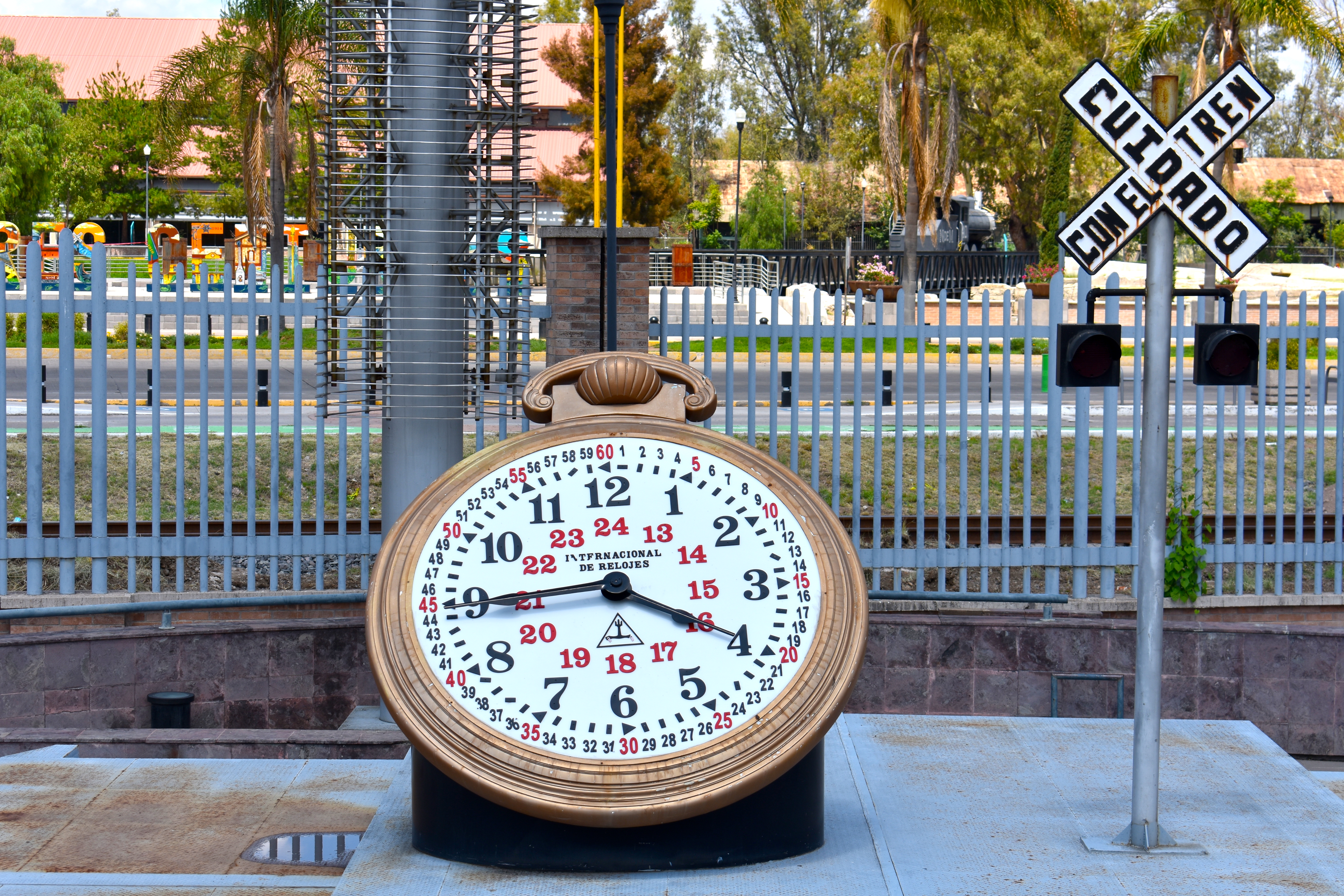
Reloj al interior del Complejo Tres Centurias.

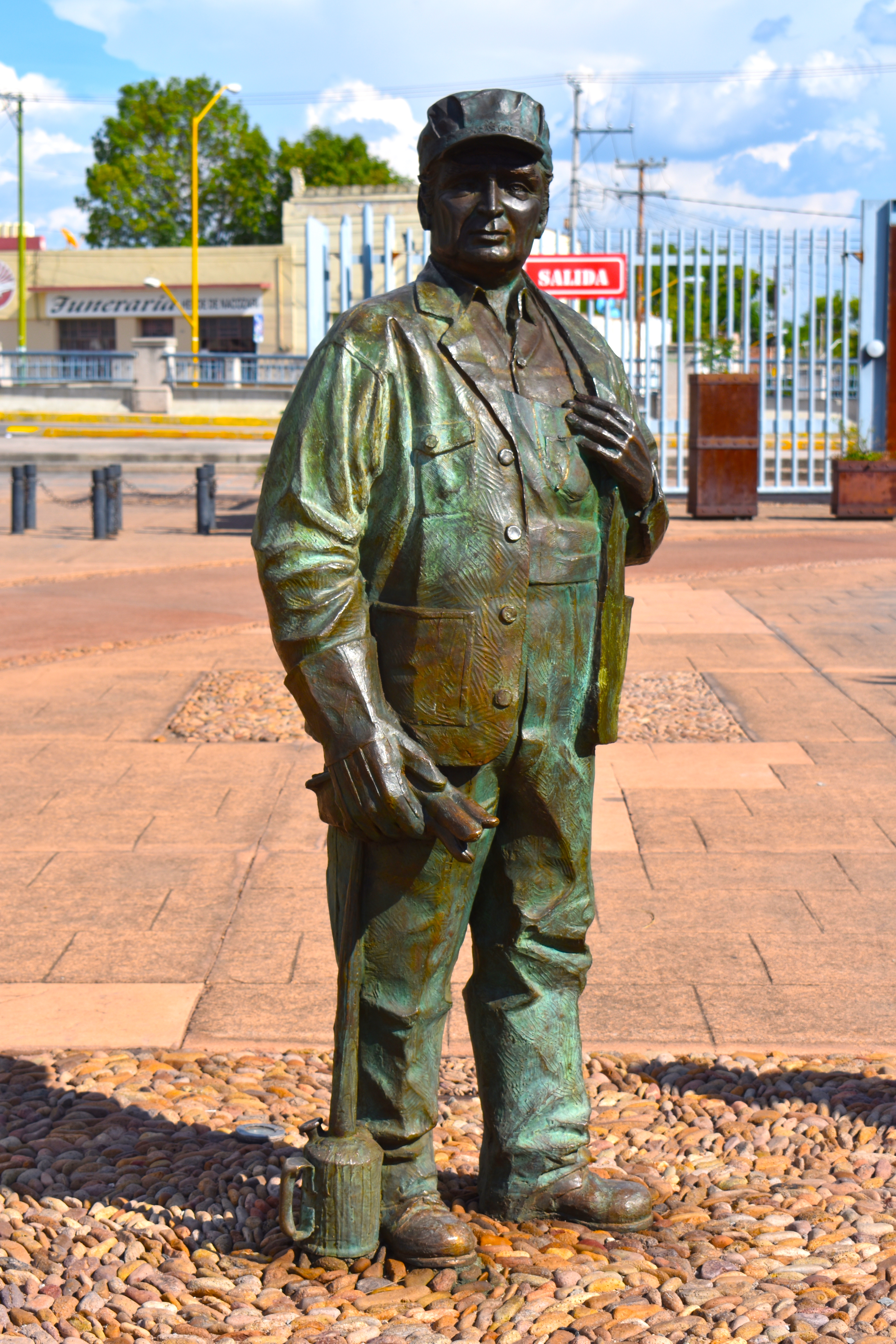
El maquinista elegante, escultura dedicada al prototipo de maquinista de la época de vapor.

El Complejo Ferrocarrilero Tres Centurias o Macro Espacio para la Cultura y las Artes es un parque temático ubicado en el Barrio de la Estación de la Ciudad de Aguascalientes con el fin de mostrar el legado histórico de los ferrocarriles en el Estado de Aguascalientes. También es utilizado como un espacio de convivencia familiar, turístico, de negocios y cultural para la población Aguascalentense.

## Historia
Dentro de este desarrollo se puede visualizar la amplia historia ferroviaria del estado y se integra en el "Taller de Locomotoras", el cual actualmente es utilizado como centro de convenciones y exposiciones y anteriormente se desempeñaba como taller de reparación. El edificio es muy representativo ya que en este taller se construyó la primera locomotora hecha en México llama da "La Cuarenta".

## Instalaciones

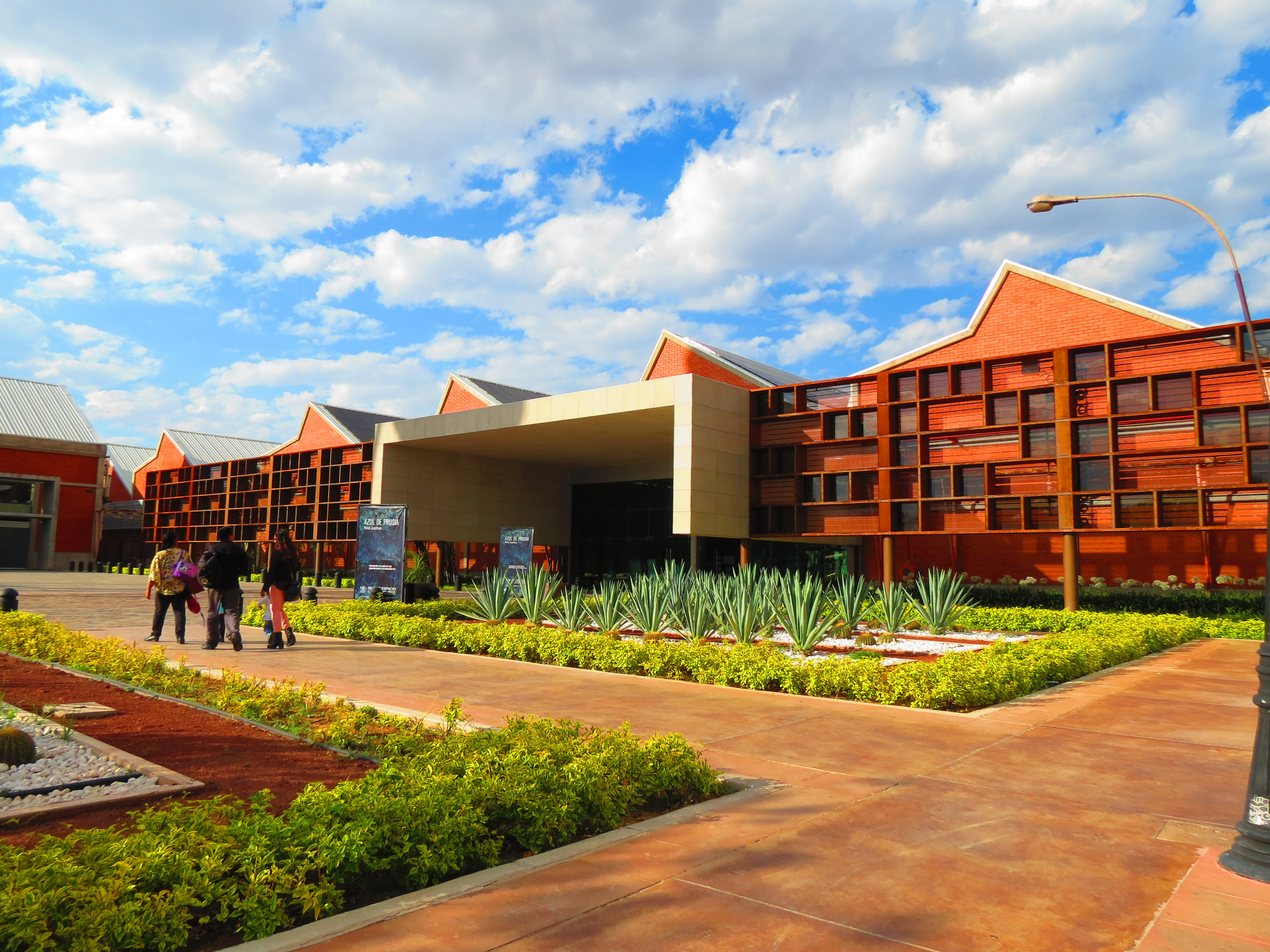
Fachada del Museo Espacio, Aguascalientes 2

La Plaza de las Tres Centurias está a cargo del Fideicomiso Complejo Tres Centurias (FICOTRECE), y dentro de sus instalaciones se encuentra el Museo Ferrocarrilero de Aguascalientes, el Deportivo ferrocarrilero, la Universidad de las Artes, el Museo Espacio, un Velódromo, entre otros espacios culturales. A partir de la administración de Carlos Lozano de la Torre, en 2016, el espacio cambio de denominación a Macro Espacio para la Cultura y las Artes (MECA).